# Biohydrometallurgi
Biohydrometallurgi är en del av ämnesområdet hydrometallurgi och inkluderar bioteknologiska aspekter.
Två definitioner:
1. Interdisciplinärt fält som berör processer som:
- påverkas av mikrober (vanligtvis bakterier och ärkebakterier) - bio
- huvudsakligen äger rum i vattenmiljöer - hydro
- används för att utvinna och behandla metall från malmer och i vattenrening för att ta bort metall från vattenlösningar  - metallurgi

2. "Biohydrometallurgi kan definieras, i mycket generella termer, som den del av bioteknologin med ekonomisk potential som sysslar med studier och applikationer där den mikrobiella världen interagerar med mineraler. Därmed berör biohydrometallurgin alla sådana personer som direkt eller indirekt utnyttjar mineralresurser och de personer som behandlar associerade miljöfrågor: geologer, ekonomigeologer, gruvingenjörer, metallurger, hydrometallurger, kemister och kemiingenjörer. Förutom dessa specialister är mikrobiologernas arbete viktigt i design, implementation och drift av biohydrometallurgiska processer."